# David Speiser
Pour les articles homonymes, voir Speiser.
David Speiser, né le 27 août 1980 à Oberstdorf, est un snowboardeur allemand spécialisé dans les épreuves de snowboardcross. 
Au cours de sa carrière, il a disputé les Jeux olympiques en 2006 où il prend la trente-deuxième place et 2010, terminant huitième. Il a également participé à quatre mondiaux dont sa meilleure performance est une onzième place en 2011 à La Molina. 
Il ne compte pour le moment aucune victoire en Coupe du monde malgré 7 podiums.

## Palmarès

### Jeux olympiques d'hiver
| Édition/Discipline | Snowboardcross |
| JO 2006            | 32e            |
| JO 2010            | 8e             |

### Championnats du monde
| Édition/Discipline | Snowboardcross |
| Mondiaux 2005      | 38e            |
| Mondiaux 2007      | 25e            |
| Mondiaux 2009      | 18e            |
| Mondiaux 2011      | 11e            |

### Coupe du monde
- Meilleur classement général : 27e en 2009.
- Meilleur classement de snowboardcross : 4e en 2007.
- 7 podiums en snowboardcross.